# Brunfelsia australis
Brunfelsia australis (también conocido como Jazmín Paraguayo o Diamelo) es una especie de arbusto perteneciente a la familia Solanaceae. Se encuentra en América.

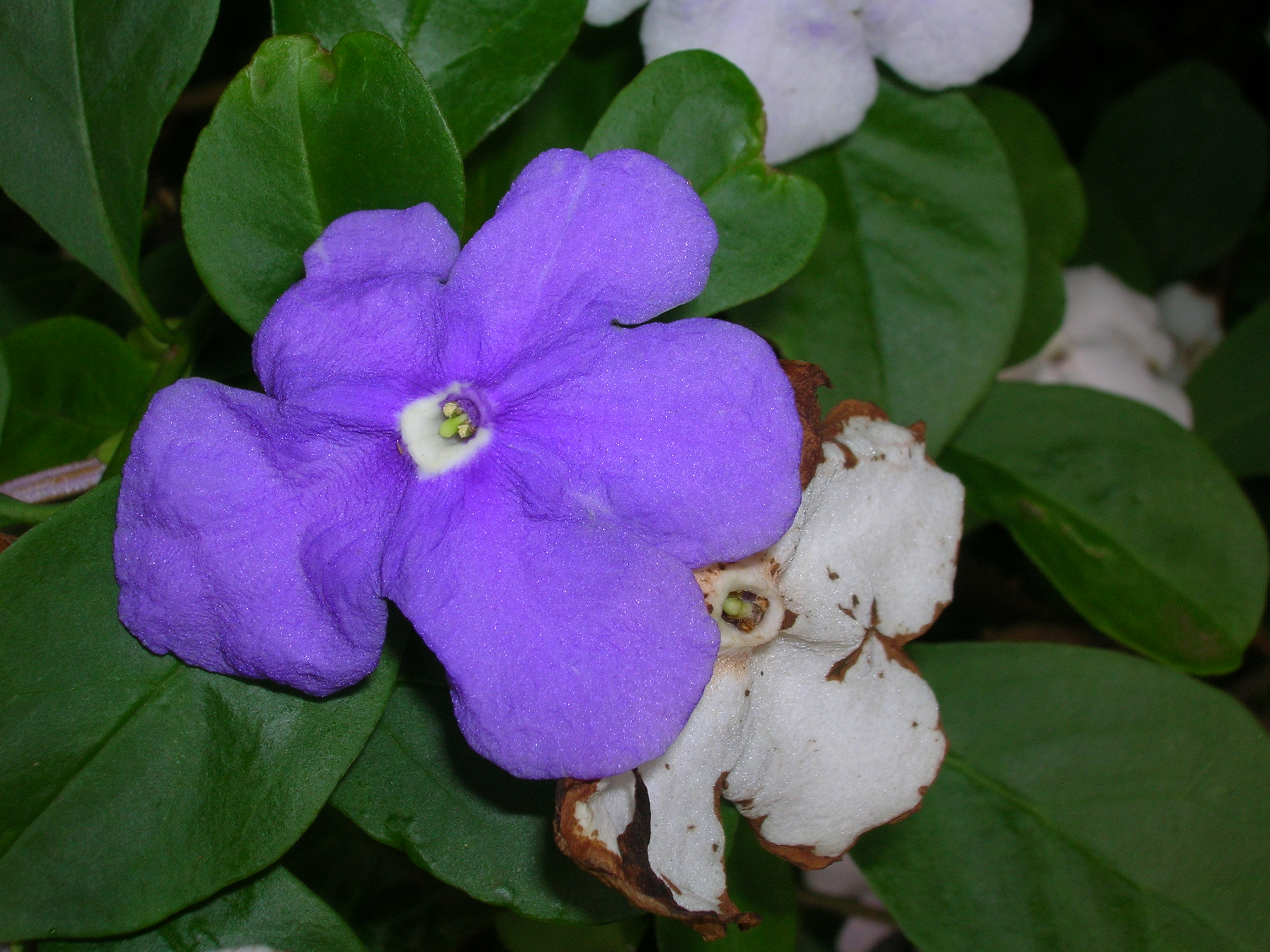
Flor

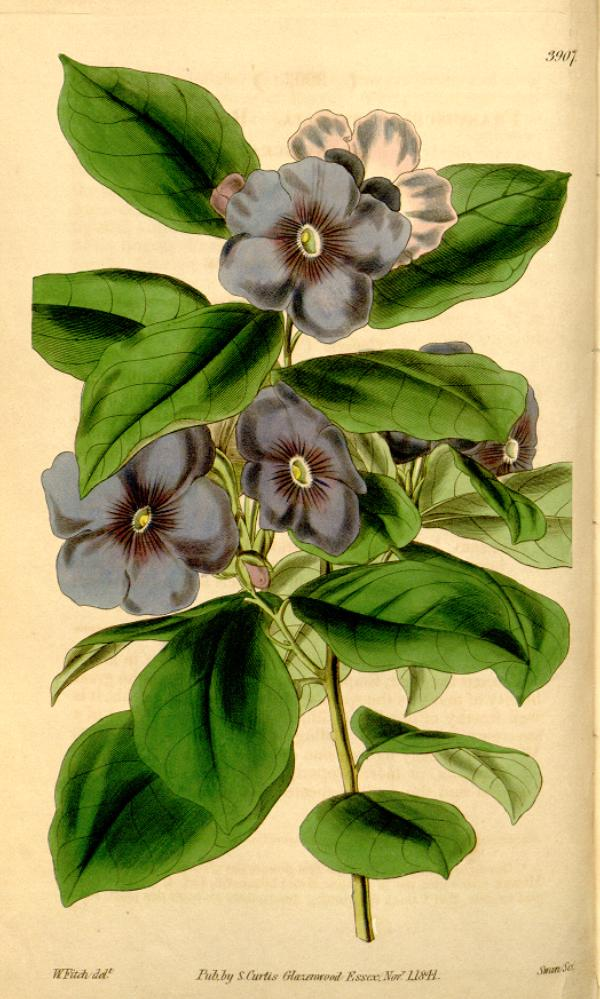
Ilustración

## Descripción
Brunfelsia australis es arbusto que alcanza un tamaño de  2 a 4 m de altura o pequeño árbol. La raíz está a menudo ramificada justo por encima de la base y alcanza un diámetro de hasta 8 cm. Las ramas son erectas y extendidas. La corteza es de color verde con amarillo-marrón y con grietas. Los jóvenes ramitas son lampiñas y de color verde. Las hojas son enteras sobre las ramas con peciolos ligeramente peludos de 3 a 8 mm de largo, sin pelo. La lámina es membranosa a casi coriácea de 4 a 12,5 cm de largo y de 2,5 a 6,0 cm de ancho. Es ampliamente elíptica  a obovada, a menudo circular o rómbica. La punta es roma o redondeada, la base tiene forma de cuña y con frecuencia ciliada ligeramente pubescente  en las hojas jóvenes. Las sésiles inflorescencias son terminales en las puntas de las ramas y se componen de cuatro flores fragantes. Las brácteas de las flores pueden ser de hasta 2 mm de largo, lanceoladas, cóncava y ciliadas. El fruto es una cápsula de 10 a 22 mm de largo y de 10 a 20 mm de ancho, casi esférica con forma de huevo.  La fruta contiene de 20 a 40 semillas, que son de 4 a 6 mm de largo y de 3 a 4 mm de diámetro, son oblongo-elípticas, en ángulo y de color marrón oscuro.  

## Distribución y hábitat
Brunfelsia australis se encuentra en los estados brasileños de Paraná, Rio Grande do Sul y Sao Paulo, así como en Paraguay, en las provincias argentinas de Chaco, Corrientes, Formosa, Misiones y de Santa Fe, así como en Uruguay. En el cultivo  son como plantas ornamentales en gran parte de América del Sur, entonces crecen principalmente entre las latitudes 35 ° N y 35 ° S.

## Toxicidad
Las raíces de varias especies correspondientes al género Brunfelsia contienen sustancias cuyo consumo puede provocar problemas en la salud humana según el compendio publicado por la Autoridad Europea de Seguridad Alimentaria en 2012. En concreto contienen alcaloides indólicos derivados de la Beta-carbolina como la harmina, la tetrahidroharmina, la harmalina, la manacina, la manaceína, y derivados del dimetiltriptamina y de la amidina tales como el pirrol 3-carboxamidina. 

## Taxonomía
Brunfelsia australis fue descrita por Carlos Linneo y publicado en Prodromus Systematis Naturalis Regni Vegetabilis 10: 200. 1846.
Etimología
Brunfelsia: nombre genérico que fue otorgado en honor del herbalista alemán Otto Brunfels (1488–1534).
australis: epíteto geográfico que alude a su localización en el Sur.
Sinonimia
- Brunfelsia hopeana var. australis (Benth.) J.A.Schmidt
- Brunfelsia paraguayensis Chodat
- Brunfelsia uniflora f. intermedia Hassl.
- Brunfelsia uniflora f. obovatifolia Hassl.
- Franciscea australis (Benth.) Miers[3]